# "Crocodylus" affinis
"Crocodylus" affinis é uma espécie extinta de crocodilo do Eoceno de Wyoming.